# ذيب (فلم)
ذيب (بالإنجليزية: Theeb) هو فيلم دراما وإثارة أردني صدر عام 2014 من تأليف وإخراج ناجي أبو نوار يتحدث حول فتى من البدو يدعى ذيب، والذي عليه النجاة في صحراء وادي رم. أحداث الفيلم تقع خلال مسرح أحداث الشرق الأوسط خلال المسرح الشرقي للحرب العالمية الأولى في مطلع الثورة العربية الكبرى ضد حكم الإمبراطورية العثمانية. شارك في تصوير الفيلم ممثلين غير محترفين من مجتمع البدو في جنوب الأردن. ورشح الفيلم لجائزة الأوسكار لسنة 2016 عن أفضل فيلم بلغة أجنبية. بدات فكرة الفيلم عند المخرج أبو نوار من مغامرة قام بها في صحراء وادي رم جنوبي الأردن استمرت عاماً كاملاً للتعرف على مفاصل الحياة البدوية وسحرها، وما تتضمنه من مخاطر ومشقة ومظاهر رجولة. وحقق الفيلم نقلة نوعية في السينما الأردنية كأوّل فيلم روائي طويل للمخرج الشاب ليحقق ما يشبه المعجزة الفنّية بوصوله مباشرة إلى ترشيحات الأوسكار، وهو ما يعتبره النقّاد[من؟] نقطة تحوّل كبرى في السينما الأردنيّة تحديداً، التي لم يصل أي فيلم منها إلى الأوسكار من قبل. وقد التقى الملك عبدالله الثاني في قصره فريق العمل للفيلم وابدى اعتزازه الكبير بالنجاح العالمي، الذي حققه الفيلم، كعمل فني إبداعي متميز. ويُعد الفيلم بما قدمه من سمعة عالمية للاردن، واهتمام وسائل الاعلام، والجمهور والنقاد، أكبر بكثير من انجاز أي مؤسسة أو جهة، وان هذا الصدى الاعلامي، والمردود الإيجابي يجب أن يتوقف عنده المسؤول الأردني، وان يتوقف عن تقييم الثقافة والفنون بالارقام الجافة، وإدراك أن عملا ابداعيا واحدا مثل فيلم ذيب هو أفضل بكثير من معظم الادوات والوسائل التي يروجون بها للاردن. نال الفيلم من بداية عرضه تقييمات رائعة سواء ي الصحف الغربية مثل الغارديان أو مواقع تصنيف الأفلام.

## القصة
قصة الفيلم تأتي في أطار فيلم مغامرات درامي، حيث تدور أحداثه في الصحراء الأردنية إبان فترة الخلافة العثمانية أثناء الحرب العالمية الأولى سنة 1916 في وقت كانت فيه المنطقة على أعتاب الثورة العربية الكبرى وما تموج به من أحداث سياسية. وتتحدث عن قصة فتى بدوي اسمه «ذيب» يلحق خفيًة بشقيقه الأكبر في طريقه لإرشاد جندي إنجليزي يحمل صندوق خشبي ويريد أن يصل لبئر روماني على طريق الحجاج بجانب خط السكة الحديد العثماني. يباغتهم قطّاع الطرق عند وصولهم للبئر، ويتغير مسار الرحلة بالكامل، حيث يُقتل الأخ الأكبر، ويتعرّض ذيب لتجارب تجعله ينضج قبل الأوان.

## أحداث الفيلم
يبدأ الفيلم بقصيدة من الشعر النبطي والتي تقول
| من يغوص البحر الأحمر.. فلا يلحق مداهْ |  | والبحر يا ذيب.. ما كلّ رجلٍ ياصلهْ   |
| الخَوي لا من بدالك.. لا تخيّب له رجاهْ  |  | كون يمّه في يمينه.. بالمراجل واصلهْ |
| والذّيابه لو بَدت لك.. ما تحقق لك نجاهْ |  | كلّهم ما ينفعونك.. والمنايا حاصلهْ  |

ثم يظهر الطفل ذيب حافياً مع أخوه حسين الذي يسقي الإبل ثم يلعب مع ذيب ويعلمه استعمال السلاح واستعمال الشبرية (أي السكين عند البدو)، الذي يعطيه العناية الكبيرة لصغر سنه حيث يكبره حسين بالعمر فيلاعبه المصارعة دون إيذائه، ويمازحه فيضعه ثم يخرجه من داخل البئر، وبعد التعب من اللعب يذهبان إلى البيت ويحل المساء. وتبدأ القصة بقدوم رجلين ليلاً إلى بيت الشيخ الذي هو ابن الشيخ أبو حمود وأخوهما الأكبر، ويكون الضيوف رجل إنجليزي يرتدي الزي العسكري وآخر غريب يرتدي الملابس العربية، عندها يذهب حسين بإشارة من الشيخ لذبح ماعز للعشاء ويحاول ذيب ذبحها لكنه يتردد عندها يقوم حسين بذلك.
بعد العَشاء يخبرهم مرافق الرجل الإنجليزي أنهم من معسكر الإنجليز، ثم يسأل عن الشيخ أبو حمود، فيخبره الشيخ أنه ابنه وأنه أبو حمود قد توفى، وفي الصباح يشذب الإنجليزي إدوارد لحيته، ثم يخبر المرافق الشيخ أنهم من طرف الشريف حسين ويطلب أن يدلهم على البئر الروماني، عندها يرسل معهم حسين ليساعدهم بالوصول إلى البئر، ويذهب الثلاثة على الإبل، ويلحقهم ذيب لشدة تعلقه بأخيه (على أنغام موسيقي شرقية وترانيم).
يأخذونه معهم ويمشون بين الجبال الصخرية (جبال وادي رم)، وليلا يعبث بساعة إدوارد ويسأله عن صورة زوجته ثم يطلب من حسين أن يزوجه ويطلب من إدوارد الغناء ويرفض، عندها يبدأ المرافق بالهجيني. في وقت الظهر وتحت أشعة الشمس يتقدمون ثم يحضر حسين الطعام والآخران يبحثان ويمحصان، يرى ذيب صندوق غريب فيعبث به عندها يعنفه الإنجليزي ويتلاسن مع حسين الذي يحذره من لمس أخوه الصغير الجاهل.
أخيرا يصلون إلى البئر ويجد ذيب رصاصة فارغة ويتفحصها، وعندما يشرب الإنجليزي من الماء يجده سيئا بسبب وجود جثث داخل البئر، ويستنفرون تحسبا لأي هجوم ويظهر من بعيد ستة رجال على الإبل، ويتأكدون أنهم غير مسالمين عندها يحثهم ادوارد أن يذهبوا باتجاه الكتبية، ويتركون الشقيقان لكن حسين يرفض حتى لا يتيهوا في الصحراء بلا ماء وذيب لا يرغب بالذهاب... يمشون وادوارد متخفي بلباس عربي وبعدها يجدون بئر ماء ويشرب منه المرافق ويكون عذبان وعند شرب ادوارد منه تأتيه رصاصة فترديه قتيلا.
يبدأ التراشق بالنيران من البنادق العثمانية التي يحملها الجميع ما عدا ادوارد الذي يحمل مسدسا انجليزيا ذو بكره، ويحاول حسين حماية أخوه والمرافق لكن المرافق يصاب خلال الإطلاق ثم يصيب حسين أحدهم، ويختبئان، ينزل أحد الرجال المهاجمين ويقول «سلمو تسلمو» لكن حسين يصيبه بقدمه ولا يموت... حتى الغروب يضلان متمترسين بين الصخور وحسين يشجع ذيب بأنه إذا حدث له شيء أن يختبئ بالصخور إلى قدوم النجدة، ويبدأ إطلاق النار ويصيب حسين أحدهم ويركضان بين النيران وتصيبه رصاصة ترديه ويستمر ذيب بالركض ويحاول الذي أصابه حسين بقدمه سابقا بإمساكه لكنه يهرب ويسقط بالبئر.
في البئر يتماسك ذيب ويمسك بالحبل المتدلي يطلقون عليه النار ثم يقطعون الحبل المتدلي ويذهبون، بينما يبدأ ذيب بالتقاط أنفاسه والغوص والخروج من الماء ويحتمي بأطراف البئر إلى الصباح. يستجمع قواه ويتسلق البئر بصعوبة لكن من المرة الأولى ويخرج ويجد صعوبة بالخروج من البئر وبعد خروجه يلقي بنفسه بجانبه بسبب التعب الشديد... ثم ينام بجانب جثة أخيه الذي أصابه المهاجمين في ظهره، وينتشر الذباب حول الجثة عندها يدفنها بالتراب ويضع حولها الحجارة، ويبقى عنده إلى الليل. يسمع صوت حيوانات ويخاف ولكنه يبقى منفذا وصية أخوه بأن لا يبتعد عن البئر كي ينجو وتشرق الشمس وهو نائم ليرى من بعيد ناقة عليها رجل قادم باتجاهه.
يمشى باتجاه الرجل والذي يكون مغمى عليه ومصاب، ويعرف أنه الذي كان مع المهاجمين والذي يرتدي ملابس سوداء، يأخذ شكوة الماء ويملئها ويشرب ويبحث في أغراضه ويجد صندوق الإنجليزي الذي كان يعبث به، فيضع وسم عشيرته عليه، ثم يشعل النار ليتدفأ، باليوم التالي يستيقظ والرجل ينظر، ويطلب الماء، فيعطيه لكن يأخذ المسدس الإنجليزي الذي غنمه الغريب من قتل ادوارد، ويهرب عنه، لكن الرجل يلحقه حبوا بسبب اصابته بقدمه، ويتلاسنان، يساله عن قتله لأخيه فيرد أنهم لم يريدوا قتله وقد قال لهم «سلمو تسلمو»، ثم يسأله عن سبب مرافقته للإنجليزي... يحمل ذيب المسدس بحذر فيبدأ الغريب تهبيط عزائمه بتشبيهه بالأرنب... وفي لحظة غفو من ذيب يأخذ الغريب المسدس منه ثم يخبره بأن ينام (يطمئنه أنه لا غدر ولا خيانة) ثم يعد الطعام له ويبدأ بلوم رفقائه بالهجوم على تركه.
يبدأ التعاون والتفاهم بينهما ويعلمه الغريب كيف يخرج الرصاصة التي أصابه بها حسين في فخذه، ثم يطمر الشبرية بالنار والجمر ويكوي الجرح، وقبل ذلك يعطيه المسدس الإنجليزي ليحميهم بعد الكي (حيث أنه يغمى على الإنسان بعد كي الجرح غالبا). يستيقظ الغريب، ويخرج سيجارة ويعرف ذيب أنها علبة سجائر الإنجليزي، عندها يلحظ الغريب رمز عشيرة ذيب على الصندوق فيسأله عن قرابته من الشيخ أبو حمود فيجيبه أنه ابنه، عندها يقول كلمة مدح بحق الأب والابن، (ألييه أن الذيب ما يخلف غير ذيب)، ثم يبدأ بالهجيني ويحث ذيب على الترديد معه.
ينظر إلى قبر أخيه بألم، يناديه الغريب (اللي يروح ما يرجع) ويغادران، وتبدأ الرحلة الثانية مع الغريب حيث يتعلم منه ذيب الكثير من الأمور مثل معرفة الطريق بالنجوم وغيرها، ثم يرى سكة الحديد لأول مرة فيسأله عنها، يجيبه هذا «حمار الحديد» (أي الخط الحديدي الحجازي)، ثم يقول وهو بتحسر أنه بعد أن كان الحجاج يذهبون بشهر إلى الحجاز أصبحوا يصلوا بأسبوع. يراهم الثوار ويستفسرون عنهم، فيجيبهم أنه دليل حجاج وآخرهم وأن الطفل الذي معه هو حمود ابنه، وحين يرى مسدس الإنجليزي يسأله، فيجيبه أنه اشتراه من مصر، ويسأل الغلام فيجيبه «وش الإنجليزي»، ثم يحذرونهم من الاقتراب من السكة بسبب نيتهم الهجوم الليلة، ويستمران معا. ليلا يخبره الغريب أنه كان دليل حجاج ودار في كل المدن والبحار من بحر فلسطين إلى البحر الأحمر وبغداد والحجاز وأنه وقبله أجداده كان عملهم ادلاء طريق الحج، حتى أتى البابور (القطار الحجازي)وانقطع رزقهم عندها، عندها يقول ذيب كلمته (القوي ياكل الضعيف).
في الصباح يمشون مع السكة الحديدية وجثث الثوار على جانبي السكة فيخبره ان هذا من عمل الإنجليز (الكف ما يناطح المخرز)، ويصلون إلى محطة الوابور العثمانية (اي القطار)، والمزينة بأعلام الدولة العثمانية، ذات الخلفية الحمراء والهلال والنجمة البيضاوان، يخبئ المسدس الإنجليزي بسرج الجمل ويدخل إلى داخل المحطة ويطلب من ذيب البقاء خارجا لكنه يتبعه. يكون الضابط يحلق لحيته، ثم يعطيه الغريب أغراض الإنجليزي، ويفتح الضابط الصندوق الذي كان الإنجليزي يهتم به كثيرا، فاذا به مفجر ديناميت ذي مفتاح الضغط... عندها يخرج الضابط كيس من المال ويعطيه مالا عثمانيا ويعطي ذيب قطعة بعد أن أخبره الغريب أنه ابنه ورفيقه دربه. لكن ذيب يرفض المال ويخرج.
شعر ذيب عندما رأى الغريب يأخذ المال بنوع من الغضب فلم يأخذ المال الذي عرضه عليه الضابط، وخرج مسرعا إلى سرج الجمل وأخرج المسدس الإنجليزي وصوبه باتجاه باب المحطة دون خوف أو تردد، وانتظر خروج الغريب، ثم تقابلا وجها لوجه ونظرا إلى بعضها، وبدون أي كلمة ارداه ذيب أمام كل جنود المحطة برصاصة واحدة، وأحاط به الجنود والضابط، عندها قال كلمة واحدة (هذا قتل أخوي)، فقال له الضابط (روح ع أهلك) فركب الجمل وسار مع السكة ثم باتجاه الصحراء معاكسا لاتجاه القطار الذي يقابله.

## الإنتاج

### تطوير الفيلم
كتب باسل غندور السيناريو وشاركه مع ناجي أبو نوار بفكرة عمل فيلم قصير. عاد ناجي واقترح أن يكون هذا فيلمًا مميزًا، ومن هناك تبدأ القصة. أثناء الإعداد للفيلم، قضى باسل وناجي والمنتج روبرت لويد سنة في الصحراء تعيش في بلدة الشاكرية مع المجتمع المحلي، وتعلم أسلوب حياة البدو. في البداية، خطط صانعي الأفلام لإشراك شخصيات نسائية. وقد أعاق ذلك حقيقة أنهم أرادوا استخدام الممثلين غير المحترفين ولم يعثروا على أي نساء من المجتمعات البدوية المستعدة للعمل في الفيلم. عندها فكروا في التعاون مع الممثلات المحترفات، لكنهن لم يستطعن تعلم اللهجة البدوية. كان جاك فوكس ضابطًا بريطانيًا هو الممثل الوحيد المحترف الذي عمل في الفيلم؛ لم يشارك البدو أبداً في أي نوع من التمثيل. وقد تم تنظيم العديد من ورش العمل لإعداد الممثلين البدو للفيلم، الذين تم اختيارهم من خلال الاختبارات التي جرت خلال فترة الاختيار.
نظرًا لميزانية الفيلم المنخفضة، تم تواصل المنتجين مع طلاب أكاديمية الفنون في جامعة سان فرانسيسكو أكاديمية جامعة الفنون لمساعدتهم في عمليات التأثيرات البصرية.

## العرض
عرض فيلم ذيب لأول مرة في الأردن في قرية الشاكرية، حيث تم تصويره. وقد حضر العرض الأول له عدد من أفراد المجتمع البدوي في القرية وأشخاص من جميع أنحاء الأردن. كان العرض الدولي للفيلم في مهرجان البندقية السينمائي 2014، حيث فاز أبو نوار بجائزة أفضل مخرج في فئة هورايزن. بعد ذلك، انتقل الفيلم إلى شباك التذاكر المتميز في 11 دولة عربية.

## ردود الفعل الأولية
تلقى فيلم ذيب تعليقات إيجابية، ووصفه بعض المنتقدين بأنه «بدوي-غربي». على موقع روتن توميتوز، نال نسبة قبول وموافقه بلغت 97٪، ومتوسط تقييم 7.7 / 10، استنادًا إلى مراجعات من 71 منتقدًا. يقول الإجماع النقدي على الموقع: «بقيادة أدوار بارزة من جاسر عيد الحويطات في دور البطولة، فإن» ذيب «هو أول جهد مؤكد من المخرج والكاتب ناجي أبو نوار». في ميتاكريتيك، فإن الفيلم حصل على متوسط تقييم وصل إلى 80%، استنادًا إلى 17 منتقدًا، مما يشير إلى «مراجعات مواتية بشكل عام».
في تقييم صحيفة الغارديان للفيلم، صنف جوناثان رومني الفيلم ثلاثة من أصل خمسة نجوم، واصفًا إياها ب "لقطة رائعة في الأردن. ". اما تريفور جونستون منح الفيلم أربعة من أصل خمسة نجوم مضيفاً أنه كان لديه «مناظر طبيعية جذابة وبيئة تاريخية رائعة» أنهى مراجعته مع «أول ميزة لا تنسى حقا». ووصف جاي فايسبيرج لصحيفة فارايتي الفيلم بأنه «فيلم مغامرات كلاسيكي من أفضل الأنواع، وأحد نادرا ما يشاهد هذه الأيام».

## الشخصيات

### الشخصيات الرئيسية
| اسم الممثل | الشخصية | الوصف |
| ---------- | ------- | --- |
| جاسر عيد   | ذيب     | هو الطفل الذي ينتمي لعشيرة بدوية تقيمُ في المنطقة، لأبٍ متوفٍّ يبدو أنهُ كانَ من الوجهاء المعروفين. وذيب هو ثالثُ شقيقين، كبيرهما ورثَ زعامة القبيلة، والثاني حسين، هو الأقرب للطفل عمرًا وعلاقةً، ويخوض ذيب رحلة التحول من طفل بملامحه البريئة، إلى رجل بعد أن فجع بفقدان أخيه حسين غدرا، ليخوض رحلة الركوب إلى جانب القاتل في الصحراء القاحلة، بمواجهة الحر والتعب، والانتقام هو دافعه للبقاء على قيد الحياة كي يأخذ حق أخيه ويعود إلى قبيلته رجل قويا. |
| حسن مطلق   | الغريب  | |
| حسين سلامة | حسين    | أخو ذيب الثاني بالاضافة إلى اخوهم شيخ القبيلة بعد وفاة والدهم وهو معلمه وصديقه ومدربه يخاف عليه من كل شيء سيئ يرافقه ذيب لكل مكان وهو ماهر باستخدام البندقيه ويعتمد عليه الشيخ بكل شيء تقريبا ولديه القدرة على المواجهة والمناورة ولا يتوانى عن المساعدة |
| جاك فوكس   | إدوارد  | الانجليزي الذي أتي لمنزل الشيخ ثم تم قتله خلال رحلته مع ذيب |
| مرجي عودة  |         | |

### الشخصيات الثانوية
شارك في الفيلم العديد من الشخصيات الثانوية والذين تم اختيارهم من الرجال بعد عدد من الاختبارات والتدريبات وورشات العمل التي قام منتجي الفيلم بعقدها على مدار عام تقريبا.
- حمود علي - بدورالشيخ
- عبدالعزيز موسى بدور سليمان
- بهاء عثمان بدور مليزم
- علي عميان بدور قائد الثوار
- أسود جاسم بدور المشرف على الثوار
- فريق الثوار وهم: علي صالح، عبد الله عطوي، سليمان فرج، هاشم أحمد، عدي حسن،
- مروان محمد بدور المعتدي على المجموعة خلال سفرهم
- الجنود العثمانيون: علي العوايشة، محمد العقيلي، خالد أبو هلتم، ياسر البريجي، معيدي الاسعد، محمد إبراهيم عودة، ذيب يوسف جره، طه أحمد الردايدة، نضال شريم، عبدالقادر سالج،
- ناصر محمد بدور أبو علي
- صفاء العزرات بدور نوف
- فريق المعتدين: وسيم ناصر صويلحين، علي وسيم صويلحين، سالم عيد صويلحين
- فريق الاتراك: بوراك وهيب رمضان، سيف حمدان العدوان، محمد منصور الزعبي، محمد عيد أبو زيد
- جثث البئر: عيد داحر، فايز صويلحين

## طاقم العمل
- إنتاج: روبرت لويد، باسل غندور (شركة نور بكتشرز وشركة بيت الشوارب)
- الإنتاج: التنفيذي: نادين طوقان
- منتج مشارك: ناصر قلعجي، ليث المجالي.
- كتابة النص: ناجي أبو نوار، باسل غندور.
- مدير التصوير: ولفجانج ثالر
- الديكور: أنا لافييل
- الازياء: جميلة علاءالدين
- مونتاج: روبرت لويد
- تصميم الصوت: داريو سوادي
- تسجيل الصوت: فلاح حنون
- الموسيقى: جيري لاين
- مكياج: سليمان تادرس
- وحدة الإنتاج: ديالا الراعي.
- شارك أيضاً في إنتاج الفيلم طاقم عمل بريطاني – نمساوي، في إدارة التصوير والمونتاج والتلحين وتصميم الديكورات

## الجوائز والترشيحات
فاز فيلم ذيب بعدة جوائز في عدة مهرجانات عالمية منها وتم ترشيحه إلى الكثير من الجوائزابرزها الاوسكار:
| قائمة الجوائز والترشيحات                        | قائمة الجوائز والترشيحات                               | قائمة الجوائز والترشيحات                                        | قائمة الجوائز والترشيحات | قائمة الجوائز والترشيحات |
| المهرجان/الجائزة                                | التصنيف                                                | مستلم الجائزة                                                   | النتيجة                  |                          |
| ----------------------------------------------- | ------------------------------------------------------ | --------------------------------------------------------------- | ------------------------ | ------------------------ |
| جائزة الاوسكار ال88                             | جائزة الأوسكار لأفضل فيلم بلغة أجنبية                  | الأردن                                                          | رُشِّح                      |                          |
| جوائز الأكاديمية البريطانية ال69 للأفلام        | أفضـل فيلم ناطق باللغة غير الإنجليزية ‏                 | ناجي أبو نوار                                                   | رُشِّح                      |                          |
| جوائز الأكاديمية البريطانية ال69 للأفلام        | أول ظهور رائع لكاتب أو مخرج أو منتج بريطاني ‏           | ناجي أبو نوار، روبرت للويد                                      | فوز                      |                          |
| مهرجان فينيسيا السينمائي ال 71                  | أفضل مخرج (Horizons)                                   | ناجي أبو نوار                                                   | فوز                      |                          |
| مهرجان فينيسيا السينمائي ال 71                  | أفضل فيلم (Horizons)                                   | ناجي أبو نوار                                                   | رُشِّح                      |                          |
| مهرجان بكين السينمائي الدولي                    | أفضل فيلم لمخرج جديد                                   | ناجي أبو نوار                                                   | فوز                      |                          |
| مهرجان بوينس آيرس الدولي للسينما المستقلة       | أفضل فيلم                                              | ناجي أبو نوار                                                   | رُشِّح                      |                          |
| مهرجان بلغراد السينمائي الدولي ال43 ‏            | أفضل فيلم                                              | ناجي أبو نوار                                                   | فوز                      |                          |
| مهرجان بلغراد السينمائي الدولي ال43 ‏            | أفضل نص                                                | ناجي أبو نوار، باسل غندور                                       | فوز                      |                          |
| مهرجان دبي السينمائي الدولي                     | أفضل فيلم من العالم العربي                             | ناجي أبو نوار                                                   | فوز                      |                          |
| مهرجان دبي السينمائي الدولي                     | الاتحاد الدولي للنقاد السينمائيين أفضل فيلم روائي سردي | ناجي أبو نوار                                                   | فوز                      |                          |
| مهرجان أبوظبي السينمائي                         | أفضل فيلم من العالم العربي                             | ناجي أبو نوار                                                   | فوز                      |                          |
| مهرجان أبوظبي السينمائي                         | أفضل فيلم روائي                                        | ناجي أبو نوار                                                   | فوز                      |                          |
| مهرجان أبوظبي السينمائي                         | مسابقة آفاق جديدة                                      | ناجي أبو نوار                                                   | رُشِّح                      |                          |
| مهرجالن ميامي السينمائي الدولي ال32             | جائزة ألكسندر ريسلر للكتابة السينمائية                 | ناجي أبو نوار                                                   | فوز                      |                          |
| مهرجان القاهرة السينمائي الدولي                 | جائزة لجنة التحكيم لأفضل تصوير سينمائي واتجاه فني      | ناجي أبو نوار                                                   | فوز                      |                          |
| جائزة اسيا والباسيفيك للأفلام                   | أفضل فيلم للشباب                                       | ناجي أبو نوار، باسل غندور، روبرت للويد، ناصر قلعجي، ليث المجالي | رُشِّح                      |                          |
| [ 24 ]                                          | جائزة الجمهور                                          | ناجي أبو نوار                                                   | فوز                      |                          |
| مهرجان بكين السينمائي الدولي                    | جائزة أفضل حوار                                        | ناجي أبو نوار                                                   | فوز                      |                          |
| مهرجان لندن السينمائي                           | افضل أول فيلم                                          | ناجي أبو نوار                                                   | رُشِّح                      |                          |
| مهرجان مالمو للسينما العربية                    | أفضل فيلم روائي طويل                                   | ناجي أبو نوار                                                   | فوز                      |                          |
| المهرجان السينمائي الدولي لفن التصوير السينمائي | أفضل ظهور لأول مرة                                     | ناجي أبو نوار                                                   | فوز                      |                          |
| مهرجان غلاسكو السينمائي                         | جائزة الجمهور                                          | ناجي أبو نوار                                                   | رُشِّح                      |                          |
| مهرجان فريبورغ السينمائي الدولي                 | Grand Prix الجائزة الكبرى                              | ناجي أبو نوار                                                   | رُشِّح                      |                          |
| فيلمفيست ميونيخ                                 | أفضل فيلم لمخرج ناشئ                                   | ناجي أبو نوار                                                   | رُشِّح                      |                          |

### ترشيح الاوسكار
تم ترشيح الفيلم من قبل الهيئة الملكية الأردنية للأفلام لجائزة الأوسكار،. وقبل ذلك فاز «ذيب» بتسع عشرة جائزة عالمية، أبرزها جائزة أفضل فيلم في مهرجان فينيسيا للأفلام عام 2014 الذي يعد أقدم مهرجان للأفلام في العالم. وتنافس مع أربعة أفلام أخرى من أربعة دول وهي:
- ابن سول (المجر) : وهو الفيلم الذي فاز بالجائزة
- عناق الشيطان (كولومبيا) - اللغة الإسبانية
- موستانغ (فرنسا) - لغة تركية
- الحرب (الدنمارك) الدنماركية

### ترشيح البافتا
قبل الترشيح للاوسكار تم الإعلان عن ترشيح الفيلم لجائزتين ضمن جوائز البافتا الأكاديمية البريطانية لفنون السينما والتلفزيون. ترشّح الفيلم لنيل جائزتي (أفضل فيلم ناطق باللغة غير الإنجليزية)، وجائزة (أفضل عمل أوّل لمخرج أو منتج) الذي رُشّح فيه المخرج أبو نوار، والمنتج البريطاني روبرت لويد. حيث نافس الفيلم على جائزة البافتا التاسعة والستين أمام فيلم The Assassin (الصين)، وفيلم Force Majeure (السويد)، وفيلم Timbuktu (فرنسي-موريتاني)، وفيلم Wild Tales (الأرجنتين).

## الموسيقى
الموسيقى التصويرية قام بها الإنجليزيّ جيري لين مستوحيًا إياها من فكرة «الفراغ في صحراء المنطقة» حيث أضاف للموسيقى بعض اصوات الهجيني وصوت القطار الحجازي الذي أضاف مده تغيير كبير على حياةِ البدو في تلك الإمكان التي وصل إليها آنذاك، وهي بالتالي موسيقى بدوية تم توزيعها بشكل يناسب المواقف والمحطات التي يجري التعبير عنها باسلوب سينمائي.، وتم الاخذ بأرواح أعمال عدة في تأليف الموسيقى التصويرية، من أهمها مقطوعة Gypsy من فيلم مذكرات فتاة الغيشا، وموسيقى فيلم قائمة شندلر للمؤلف الموسيقي الايطالي إنيو موريكوني. وتم المزج بين الترانيم البدوية والموسيقى العربية التقليدية بآلة العود مع الموسيقى الغربية عند مغادرة ذيب مكان قبيلته مع شقيقه والزائرين الغريبين، فاستخدم بها لين مقطوعة The Red Sea كواحدة من المقطوعات الرئيسية في الموسيقى التصويرية، ثم بعد ذلك ألفت مقطوعة مغايرة لها أصبحت المقطوعة الرئيسية للفيلم.

## القصائد
تم ادراج قصائد الشاعر عبدالله مناجا في الفيلم، بسبب مضامينها وأفكارها المعبرة عن اهواء واحاسيس ورغبات انسانية، وبسبب ايصالها للمعاناة والالم في هذه البيئة الصعبة التي يتم التصوير بها وهي وادي رم.

## التمويل
تم تمويل الفيلم من عدة جهات منها: صندوق سند في أبوظبي ومؤسسة الدوحة للأفلام وصندوق رؤى جنوب شرق السويسري، حيث أراد المنتج انجاز الفيلم بدون أي هيمنة أو تدخل أو ضغوط من أي جهة إنتاج أو تمويل، حيث تم إنتاج الفلم ضمن نطاق الأفلام الفقيرة (ذات التكاليف القليلة)، فتم اختيار شخصيات العمل من بين الناس العاديين سكان المنطقة التي دارت فيها الاحداث، ثم تدريب شخوص العمل على فن الأداء امام الكاميرا السينمائية، باستعمال كاميرا 16 ملم في تصوير الاحداث، مما ساهم في توفير الكثير من ميزانية الفيلم.، ولقد كانت الاستعانة بممثلين غير محترفين ;بشكل كامل من أهم عوامل الإبداع في الفيلم، حيث أنهم ينتمون إلى عشائر وأهالي المنطقة التي تمّ تصوير الفيلم فيها، بعد إشراكهم في ورش تمثيل استمرّت 8 أشهر، بدون الاستعانة بأي نجوم كبار أو صغار أو ممثلين لديهم مهارات فنّية احترافية.

## أسرار بالفيلم
بعض الاحدا التي لا يعرف الكثير عنها ان اسم الفلم بداية كان «الدخيل»، وبعد ذلك تم تغييره بناء على اراء الطاقم، وأيضا استخدم الجمل لأول مرة للتصوير وتثبيت الكاميرا عليه، اما الممثلين فهم يمثلون لأول مرة بعد عدة أشهر من التدريب وذلك لنقل روح العمل وقصته بشكل واقعي بحسب تصريح المنتج.

## ملاحظات بالفيلم

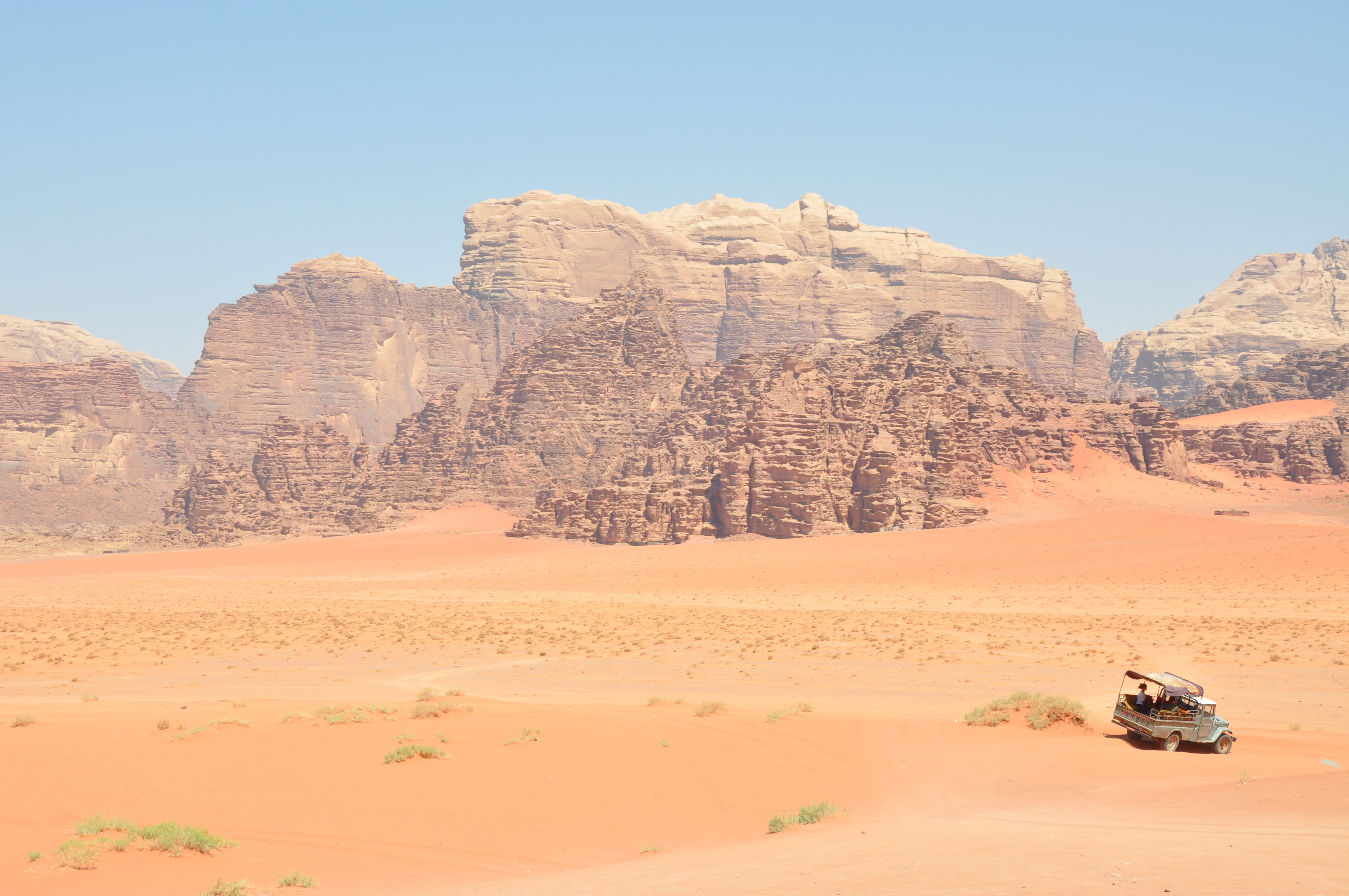
تم تصوير الفيلم في منطقة وادي رم في جنوب الأردن.